# روبرت غري
روبرت غري (بالإنجليزية: Robert Gotobed)‏ هو موسيقي بريطاني، ولد في 21 أبريل 1951 في ليستر في المملكة المتحدة.

## وصلات خارجية
- الموقع الرسمي
- روبرت غري على موقع ميوزك برينز (الإنجليزية)
- روبرت غري على موقع ديسكوغز (الإنجليزية)
- روبرت غري على موقع ديسكوغز (الإنجليزية)